# ムオンアン県

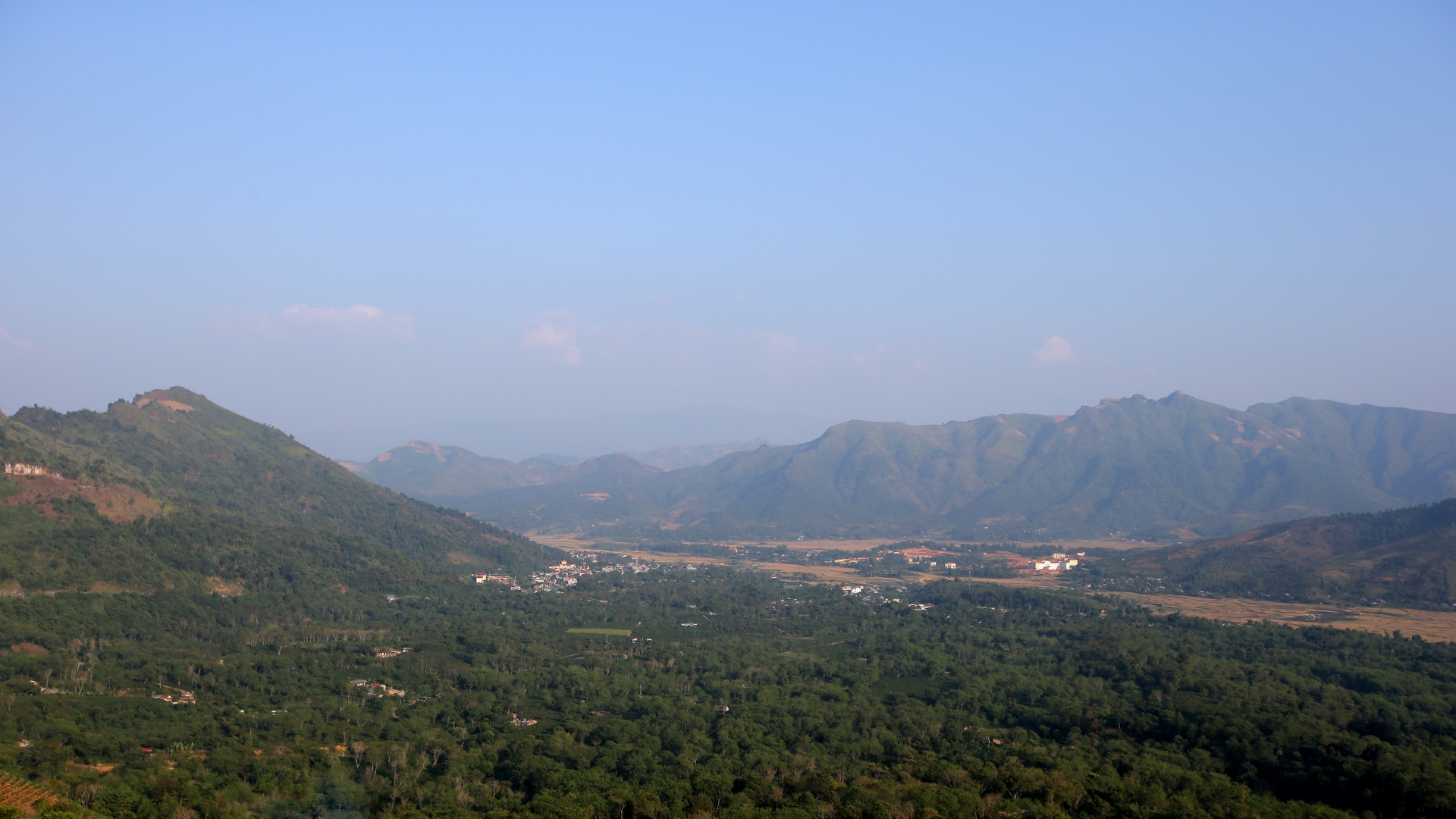

ムオンアン県（ムオンアンけん、ベトナム語：Huyện Mường Ảng / 縣芒安?）は、ベトナム社会主義共和国ディエンビエン省の県である。面積は443.522km²、人口は45,095人（2015年）である。

## 行政区画
1市鎮9社から構成される。